# Saalhausen (Adelsgeschlecht)

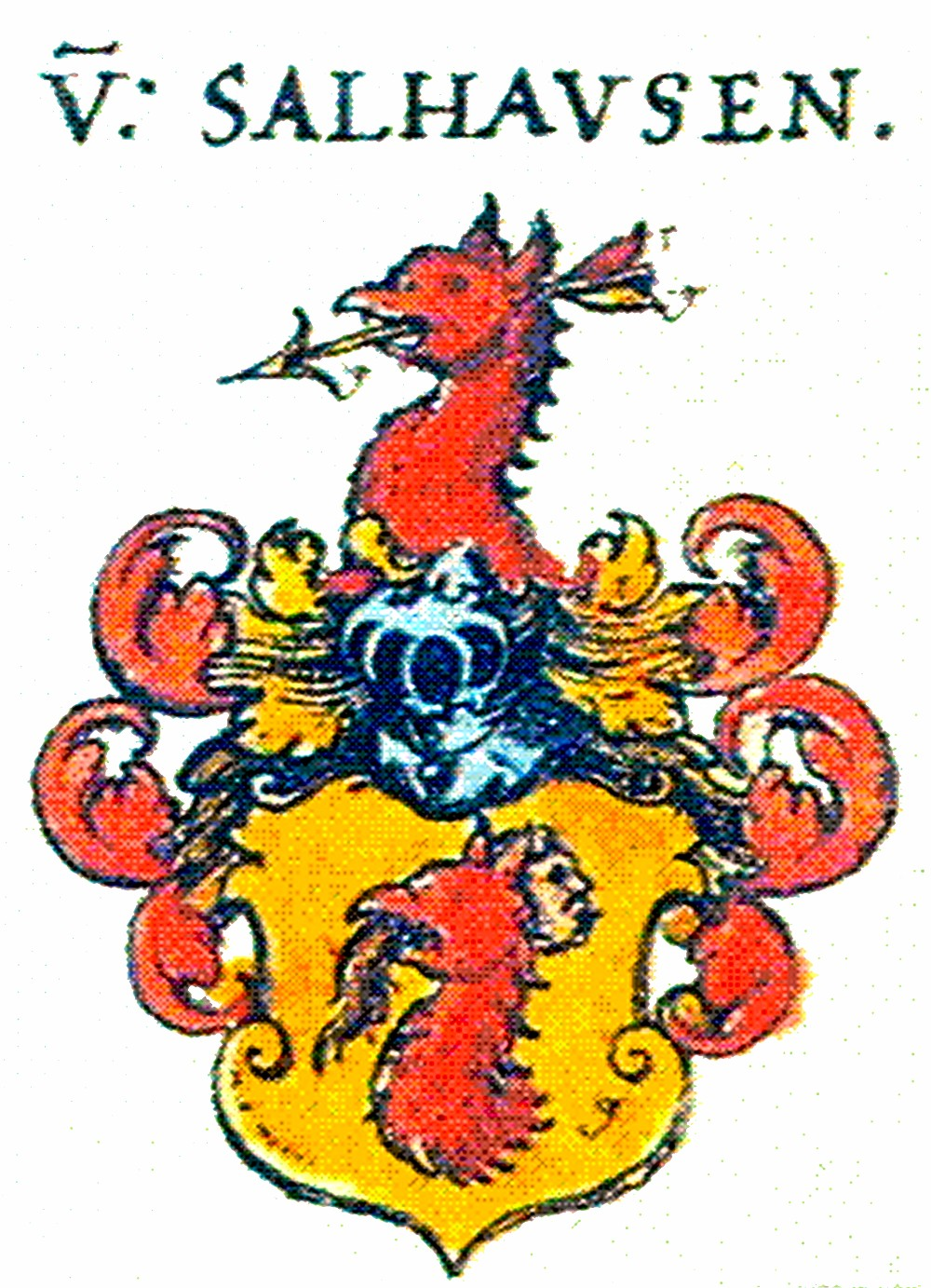
Familienwappen aus Siebmachers Wappenbuch

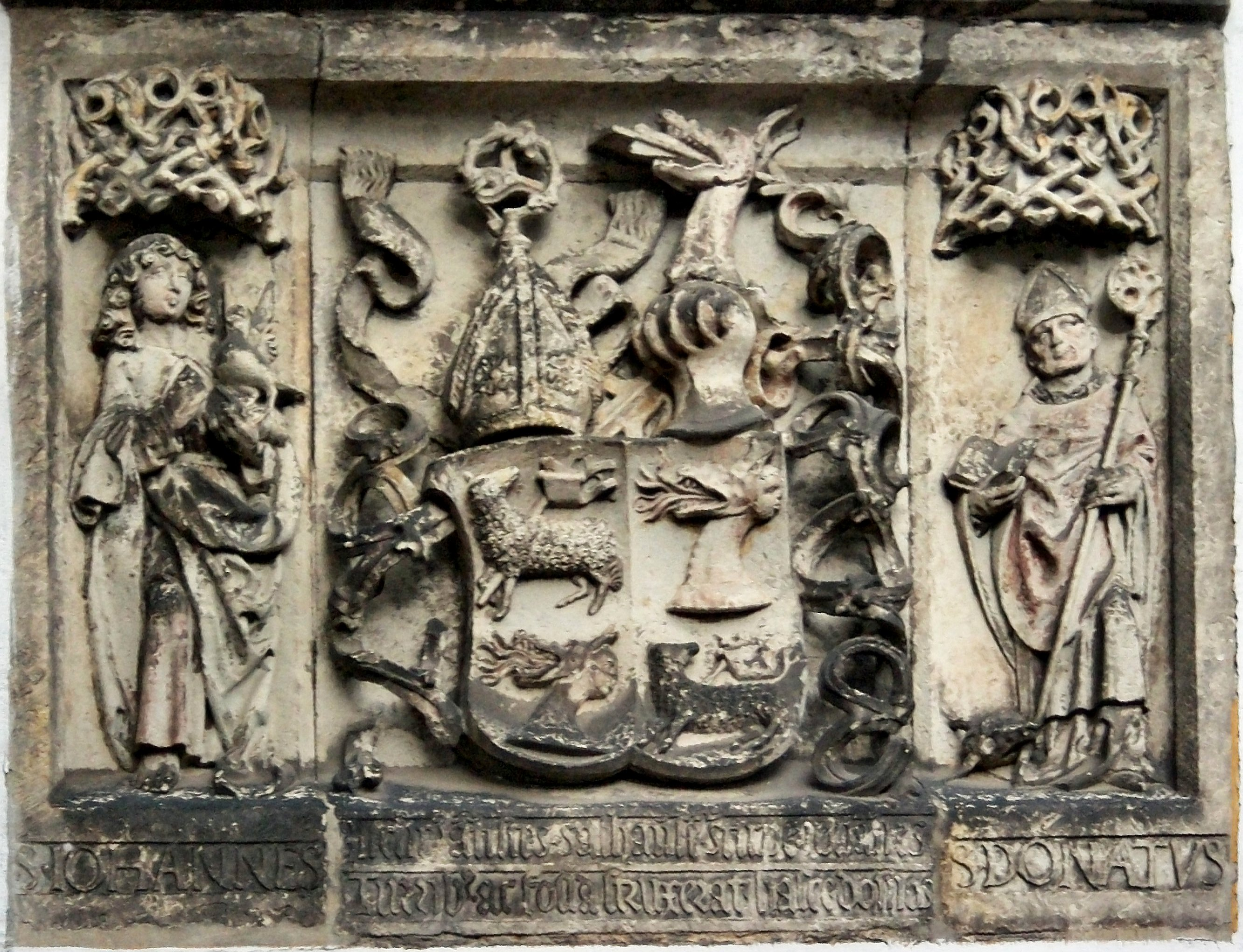
Gemehrtes bischöfliches Wappen von Johann VI. in Schloss Wurzen

Die Familie von Saalhausen (auch: Salhausen, Sahlhausen) war ein sächsisches Adelsgeschlecht der Mark Meißen. Als Stammsitz zählt das Rittergut Saalhausen bei Oschatz.

## Wappen
Das Stammwappen zeigt einen roten Tierkopf in der Gestalt eines Drachen oder Fabelwesens auf goldenem Grund. Die Helmdecken sind Rot und Gold. Die Helmzier wiederholt den Kopf, allerdings durchbohrt ihn von hinten ein Pfeil, der zum Maul wieder herausragt.

## Mitglieder
1262 wurde das Vorwerk nahe Oschatz erstmals als Sitz eines Petrus de Zalesen (Peter von Saalhausen) genannt. Zu den Persönlichkeiten des Geschlechtes zählt der Meißner Bischof Johann VI. († 1518).
Gottfried Konstantin von Salhausen, Kreishauptmann von Leitmeritz, wurde am 18. März 1662 von Kaiser Leopold I. in den Freiherrenstand erhoben.

## Herrschaften

### Wehlen
Die verfallene Burg Wehlen im Elbsandsteingebirge war Herrensitz derer von Saalhausen, die hier nach 1245 von den Markgrafen von Meißen belehnt wurden. Seit 1547 wurde die Burg nicht mehr bewohnt und verfiel nach und nach.

### Schieritz
Schloss Schieritz im Ketzerbachtal bei Meißen war von 1409 bis 1513 im Besitz des Adelsgeschlechtes.

### Tetschen
Die nordböhmische Herrschaft Tetschen (Děčín) mit Sperlingstein, Kamnitz und der wüsten Burg Scharfenstein verkaufte 1515 Nikolaus III. Trčka von Lípa für 70.000 Schock Böhmischer Groschen an die Brüder Hans, Wolf und Friedrich von Salhausen auf Wehlen. Nach der Gütertrennung von 1522 fiel die Herrschaft Tetschen Hans von Salhausen zu, der sie 1534 an Rudolf von Bünau verkaufte.

### Bensen und Binsdorf

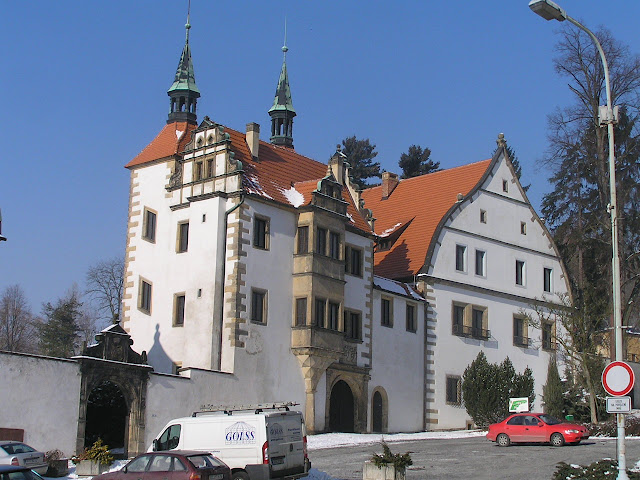
Schloss Bensen (Benešov)

Hans von Salhausen auf Wehlen (Hanuš ze Salhausenu) erwarb um 1515 von Nikolaus III. Trčka von Lípa auch die nordböhmische Herrschaft Bensen (ehemals als Herrschaft Scharfenstein), wo er die Reformation einführte. Er überzeugte den katholischen Theologen Balthasar Resinarius aus Leipzig als einen der ersten böhmischen Priester, zum lutherischen Glauben zu konvertierten.
1522 teilte Hans den Besitz mit seinen Brüdern Friedrich und Wolf von Salhausen. Friedrich ließ sich in Bensen in den Jahren 1522–1524 ein neues Schloss errichten, das Obere Schloss. Wolf von Salhausen erhielt seinen Anteil ausgezahlt. Der durch den Bau des unteren Schlosses zwischen 1540 und 1544 in finanzielle Nöte geratene Friedrich von Salhausen verpfändete seine Herrschaft 1545 an seine Brüder Hans und Niklas, denen er 2600 Schock Böhmischer Groschen schuldete.
Nach Friedrichs Tod wurde 1562 das Erbe von seinen Söhnen Hans und Friedrich geteilt und die Herrschaft Binsdorf errichtet. Rosendorf gehörte zum Erbteil Hans von Salhausens. 1575 brach unter den Herren von Salhausen ein Erbstreit aus, der bis 1583 andauerte. Ab 1594 wechselten sich die Herren von Hagen, Salhausen und Starschedel als Besitzer ab. 1612 kaufte Johann von Wartenberg auf Kamnitz die Herrschaft Binsdorf. Die Herrschaft Bensen erwarben 1631 die Grafen von Thun-Hohenstein.
Beide Bensener Schlösser gelten als besonders wertvolle Renaissance-Denkmäler.

### Kamnitz
Die Stadt Böhmisch-Kamnitz in der Herrschaft Scharfenstein wurde 1515 den Wartenbergern abgekauft, welche hohe Kriegsschulden hatten. Die Saalhausener teilten im Jahr 1535 die Herrschaft, woraus aus einem Teil die Herrschaft Kamnitz gegründet wurde, die bis 1850 bestand und ab 1614 den Kinsky gehörte. Mit dem Bau des Schlosses und der Marienkapelle entwickelte sich Kamenice im 17. Jahrhundert zu einer repräsentativen Barockstadt.

### Eulenfeld
Wolf von Salhausen kaufte 1534 vom Eilenburger Amtsverwalter Thomas Rudolph das Gut Eulenfeld neben Schloss Eilenburg. Es war acht Jahre im Besitz der von Salhausen, bis es 1542 in einem Lehnsakt des Kurfürsten Johann Friedrich I. an Jakob von Koseritz kam.